# Michael Kimmelman
Michael Kimmelman (Nueva York, 8 de mayo de 1958) es un autor, crítico de arte y periodista estadounidense. Es crítico de arquitectura para The New York Times y ha escrito sobre vivienda pública, espacio público, desarrollo comunitario, infraestructura, diseño urbano, diseño de paisajes y responsabilidad social.

## Biografía
Kimmelman nació y creció en el barrio neoyorkino de Greenwich Village, Manhattan, como hijo de una pareja de activistas por los derechos civiles. Se graduó summa cum laude en la Universidad de Yale con el premio Alice Derby Lang en clásicos y un título en Historia, y recibió su posgrado en Historia del arte de la Universidad de Harvard, donde fue un Arthur Kingsley Porter Fellow.
Fue el crítico principal de arte del The New York Times durante mucho tiempo —«el crítico de arte americano más agudo de su generación», en palabras del escritor australiano Robert Hughes—. En 2007 se mudó a Berlín y empezó una etapa de corresponsal con la columna Abroad, sección desde donde cubría asuntos políticos, sociales y culturales de Europa y Oriente Medio. Desde su regreso a Nueva York, ha contribuido a fomentar el debate sobre urbanismo y arquitectura, sobre todo en cuanto a los usos de los espacios públicos, los cambios de las tramas urbanas, la preservación de edificios antiguos y el impacto del cambio climático en las ciudades actuales.
Aparte de su labor como periodista también ha escrito varios libros sobre arquitectura, tales como City Squares: Eighteen Writers on the Spirit and Significance of Squares Around the World (Harper Collins, 2016) o The Olympic City (Versions Publishing, 2013). Su último proyecto periodístico para The New York Times ha sido la serie de artículos «Changing Climate, Changing Cities», donde ha analizado los efectos urbanos del cambio climático en ciudades tan diferentes como Yakarta, Ciudad de México o Róterdam. En su vertiente académica, Kimmelman es profesor de la Universidad de Columbia (Nueva York), donde imparte clases en el máster de arquitectura y diseño urbano de la Gratuate School of Architecture, Planning and Preservation.
Ha recibido doctorados honorarios del Corcoran College of Art and Design en 2013 y del Pratt Institute en mayo de 2014, y ha sido dos veces finalista del Premio Pulitzer, la última vez en 2018 por su serie sobre el cambio climático. En marzo de 2014, recibió el Premio Brendan Gill por su "perspicaz franqueza y continuo escrutinio del entorno arquitectónico de Nueva York".